# Per Røntved
Per Røntved (Frederiksberg, Dinamarca, 27 de enero de 1949-16 de mayo de 2023) fue un futbolista danés que jugó en la posición de defensa.

## Carrera

### Club
| Periodo   | Club                     |
| --------- | ------------------------ |
| 1967-1972 | Brønshøj BK              |
| 1972-1979 | Werder Bremen            |
| 1979–1982 | Randers Sportsklub Freja |
| 1983      | Hvidovre IF              |

### Selección nacional
Jugó para Dinamarca en 75 ocasiones de 1970 a 1982 y anotó 11 goles; participó en los Juegos Olímpicos de Múnich 1972. Fue el primer futbolista en jugar 75 veces con la selección nacional, de las cuales en 38 de ellas fue capitán.

## Tras el retiro
Durante un reto de salto a la cuerda con su hermano sufrió una caída que le provocó una hemorragia cerebral que le paralizó el lado izquierdo del cuerpo, del cual se pudo recuperar y pasó a dirigir a escuelas de fútbol en su país, y fungió como supervisor técnico para la Asociación Nacional de Fútbol de Suazilandia y motivador.
Røntved murió debido a complicaciones con el cáncer el 16 de mayo de 2023 a los 74 años.

## Distinciones
- Futbolista del año en Dinamarca en 1972.
- Miembro del Salón de la Fama del Fútbol Danés.